# Axel Waldemar Lanzky
Axel Waldemar Lanzky, född 19 maj 1825 i Köpenhamn, död där 30 april 1885, var en dansk musiker.
År 1866 anställdes Lanzky som kontrabasist i Det Kongelige Kapel, en befattning vilken han innehade till sin död. Han hade en inte ringa betydelse som sångdirigent, som ledare för olika manssångföreningar, och efter sammanslutningen 1859, av de centraliserade manssångföreningarna i Köpenhamn. I denna egenskap arrangerade han även åtskilligt för manskör, utgav olika samlingar av flerstämmiga sånger, liksom han var en eftersökt som blåsorkesterarrangör. Även några enstaka sångkompositioner föreligger från hans hand.